# Nolina bigelovii
Espèce
Synonymes
- Beaucarnea bigelovii (Torr.) Baker[1]
- Dasylirion bigelovii Torr.[1]

Statut de conservation UICN

 LC  : Préoccupation mineure

Nolina bigelovii est une espèce végétale de la famille des Asparagaceae.

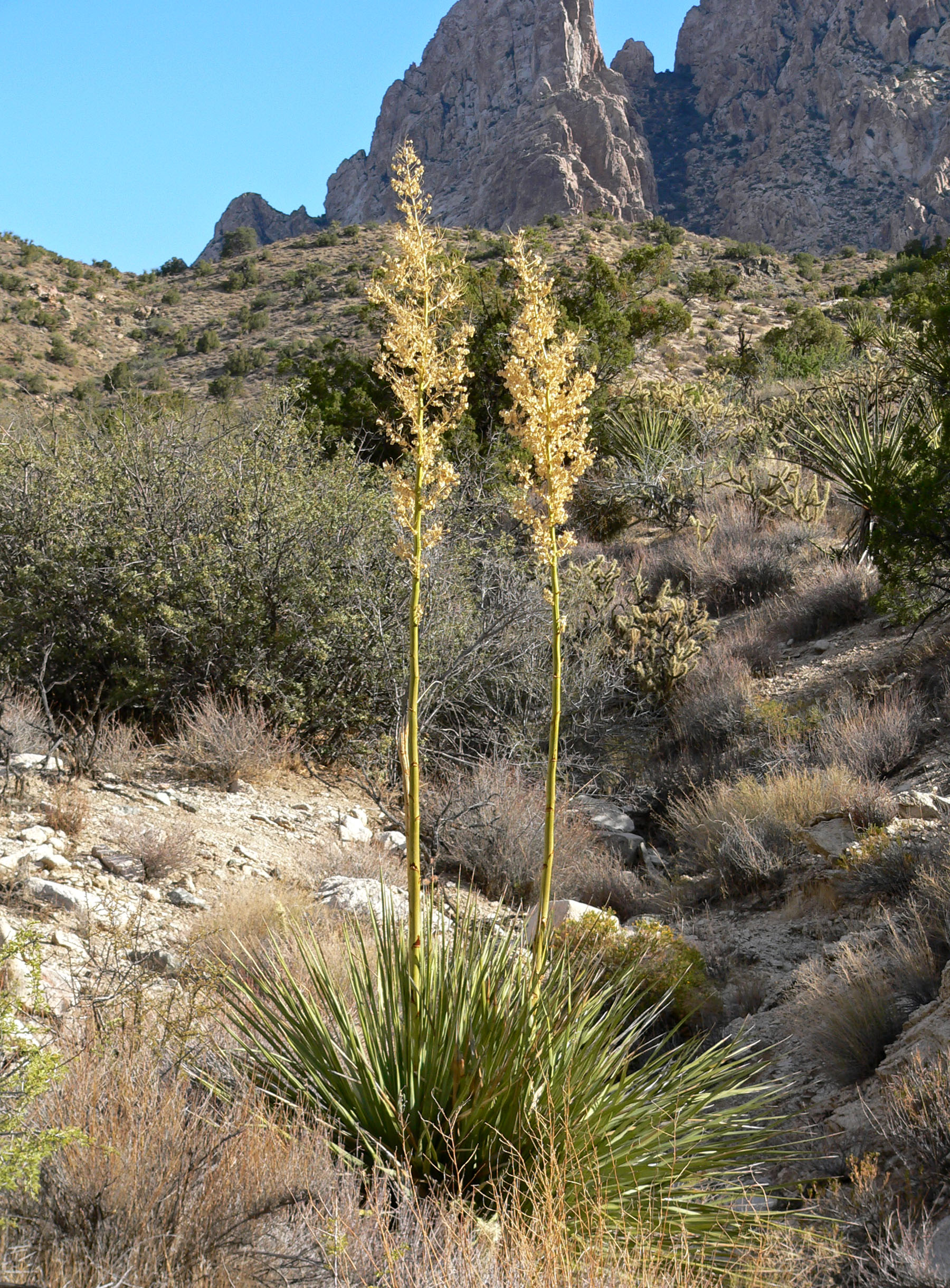
Inflorescences de Nolina bigelovii

## Répartition et habitat

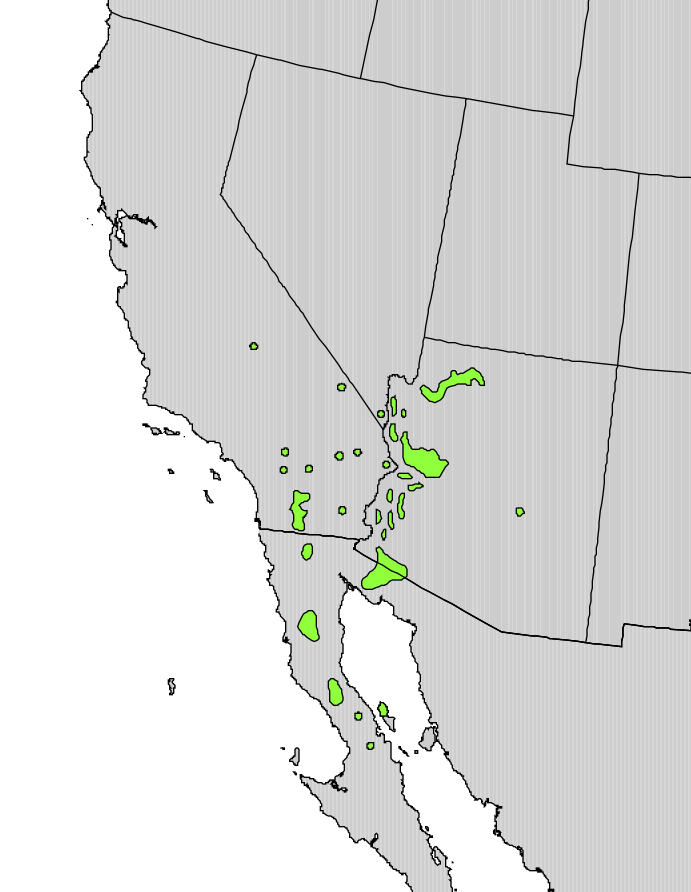
Aire de répartition de Nolina bigelovii

Cette plante pousse sur des flancs de collines ou sur des surfaces rocailleuses, entre 300 et 1500 m d'altitude, dans le sud de l'Amérique du Nord, notamment dans les déserts des Mojaves et de Sonora (États-Unis et Mexique).  